# متیلدا (فیلم ۱۹۷۸)
متیلدا (انگلیسی: Matilda) یک فیلم کمدی به کارگردانی دنیل من است که در سال ۱۹۷۸ منتشر شد.

## بازیگران
- آرت مترانو
- کلایو رویل
- الیوت گولد
- هری گواردینو
- رابرت میچام
- روی کلارک
- لری پنل
- لایونل استندر